# تحصیل آلپوری
تحصیل آلپوری (به انگلیسی: Alpuri Tehsil) یک تحصیل در پاکستان است.